# Trachynotus dmitriewi
Trachynotus dmitriewi är en mångfotingart som beskrevs av Timotheew 1897. Trachynotus dmitriewi ingår i släktet Trachynotus och familjen plattdubbelfotingar. Inga underarter finns listade i Catalogue of Life.